# ياب ستام
ياكوب ستام (بالهولندية: Jaap Stam)‏ (مواليد 17 يوليو 1972) هو لاعب كرة قدم هولندي سابق، كان يلعب في مركز الدفاع، ويتم النظر له من قبل المشجعين على أنه أحد أفضل اللاعبين في مركزه.
بدأ مسيرته الكروية مع نادي زوول في موسم 1992/1993، وشارك معهم في 32 مباراة وسجل هدف واحد، وفي عام 1993 انتقل إلى نادي كامبور ليواردين، ولعب معهم حتى عام 1995، وشارك معهم في 66 مباراة وسجل 4 أهداف، وفي عام 1995 لعب مع نادي فيليم، وشارك معهم في 19 مباراة وسجل هدف واحد، وفي عام 1995 انتقل إلى نادي بي أس في آيندهوفن، ولعب معهم حتى عام 1995، وشارك معهم في 76 مباراة وسجل 11 هدف، وفي عام 1995 انتقل إلى نادي مانشستر يونايتد الإنجليزي، ولعب معهم حتى عام 2003، وشارك معهم في 80 مباراة وسجل هدف واحد، وفي عام 2003 انتقل إلى نادي لاتسيو الإيطالي، ولعب معهم حتى عام 2004، وشارك معهم في 70 مباراة وسجل 3 أهداف، وفي عام 2005 انتقل إلى نادي إيه سي ميلان الإيطالي، ولعب معهم حتى عام 2006، وشارك معهم في 42 مباراة وسجل هدف واحد، وفي موسم 2006/2007 انتقل إلى نادي أياكس أمستردام، ولعب معهم 31 مباراة وسجل هدف واحد.
و قد لعب مع منتخب هولندا لكرة القدم بين عامي 1996 و2004، وشارك معهم في 67 مباراة وسجل 3 أهداف.

## روابط خارجية
- ياب ستام على موقع الاتحاد الدولي (مؤرشف)  (الإنجليزية)
- ياب ستام على موقع الاتحاد الأوربي (الإنجليزية)
- ياب ستام على موقع قاعدة بيانات كرة القدم.إي يو (الإنجليزية)
- ياب ستام على موقع ليكيب (الفرنسية)
- ياب ستام على موقع ناشيونال فوتبول تيمز (الإنجليزية)
- ياب ستام على موقع Soccerbase.com (لاعب) (الإنجليزية)
- ياب ستام على موقع Soccerway.com (الإنجليزية)
- ياب ستام على موقع عالم كرة القدم.نت (الإنجليزية)